# Marne-Middelsee
Het waterschap Marne-Middelsee was een van de waterschappen die in 1997 in de Nederlandse provincie Friesland zijn gevormd bij de tweede grote waterschapsconcentratie in die provincie. In 2004 zijn de laatste 5 waterschappen opgegaan in het Wetterskip Fryslân.
Het waterschap was gevormd uit de twee voormalige waterschappen It Marnelân en De Middelsékrite. Het hield kantoor in Bolsward. 
Pé Miedema (1942-2016) was de laatste voorzitter van het waterschap, van 1997 tot en met 2003.